# كريستوبال خوركيرا
كريستوبال خوركيرا (بالإسبانية: Cristóbal Jorquera)‏ هو لاعب كرة قدم تشيلي في مركز الهجوم، ولد في 4 أغسطس 1988 في سانتياغو في تشيلي. شارك مع منتخب تشيلي لكرة القدم. أما مع النوادي، فقد لعب مع إسكيشهرسبور وبورصة سبور وكولو-كولو ونادي أوهيجينس ونادي بارما ونادي جنوى ويونيون إسبانيولا.

## وصلات خارجية
- كريستوبال خوركيرا على موقع اتحاد تركيا (لاعب) (الإنجليزية)
- كريستوبال خوركيرا على موقع قاعدة بيانات كرة القدم.إي يو (الإنجليزية)
- كريستوبال خوركيرا على موقع ناشيونال فوتبول تيمز (الإنجليزية)
- كريستوبال خوركيرا على موقع Soccerway.com (الإنجليزية)
- كريستوبال خوركيرا على موقع عالم كرة القدم.نت (الإنجليزية)
- كريستوبال خوركيرا على موقع AS.com (الإسبانية)